# Macenta (prefektur)
Macenta är en prefektur i Guinea.   Den ligger i regionen Nzerekore Region, i den sydöstra delen av landet, 500 km öster om huvudstaden Conakry. Antalet invånare är 296 192. Arean är 7 056 kvadratkilometer. Macenta gränsar till Préfecture de Guékédou, Kissidougou, Kerouane Prefecture, Beyla Prefecture, Nzerekore Prefecture och Yomou. 
Terrängen i Macenta är kuperad.
Följande samhällen finns i Macenta:
- Macenta